# 黒教会
黒教会 (くろきょうかい、ルーマニア語: Biserica Neagră, ドイツ語: Schwarze Kirche, ハンガリー語: Fekete templom) は、ルーマニア、トランシルヴァニア南東部のブラショヴにある教会である。ドイツ系住民によって建設され、ルーマニアを代表するゴシック建築であるほか、ルーテル教会としてはこの地域最大かつ最重要の教会の1つである。
黒教会の由来として、1689年のブラショヴ大火で焼け焦げたためであるとされることが多いが、21世紀に入ってからの研究では、大火で教会が被害に遭ったという証拠は確認されていない。教会が黒くなったのは、19世紀以降、ブラショヴの工業化が進んだことによる、単なる大気汚染のためであり、黒教会という名称が使われるようになったのは19世紀の終わりからである。

## 歴史

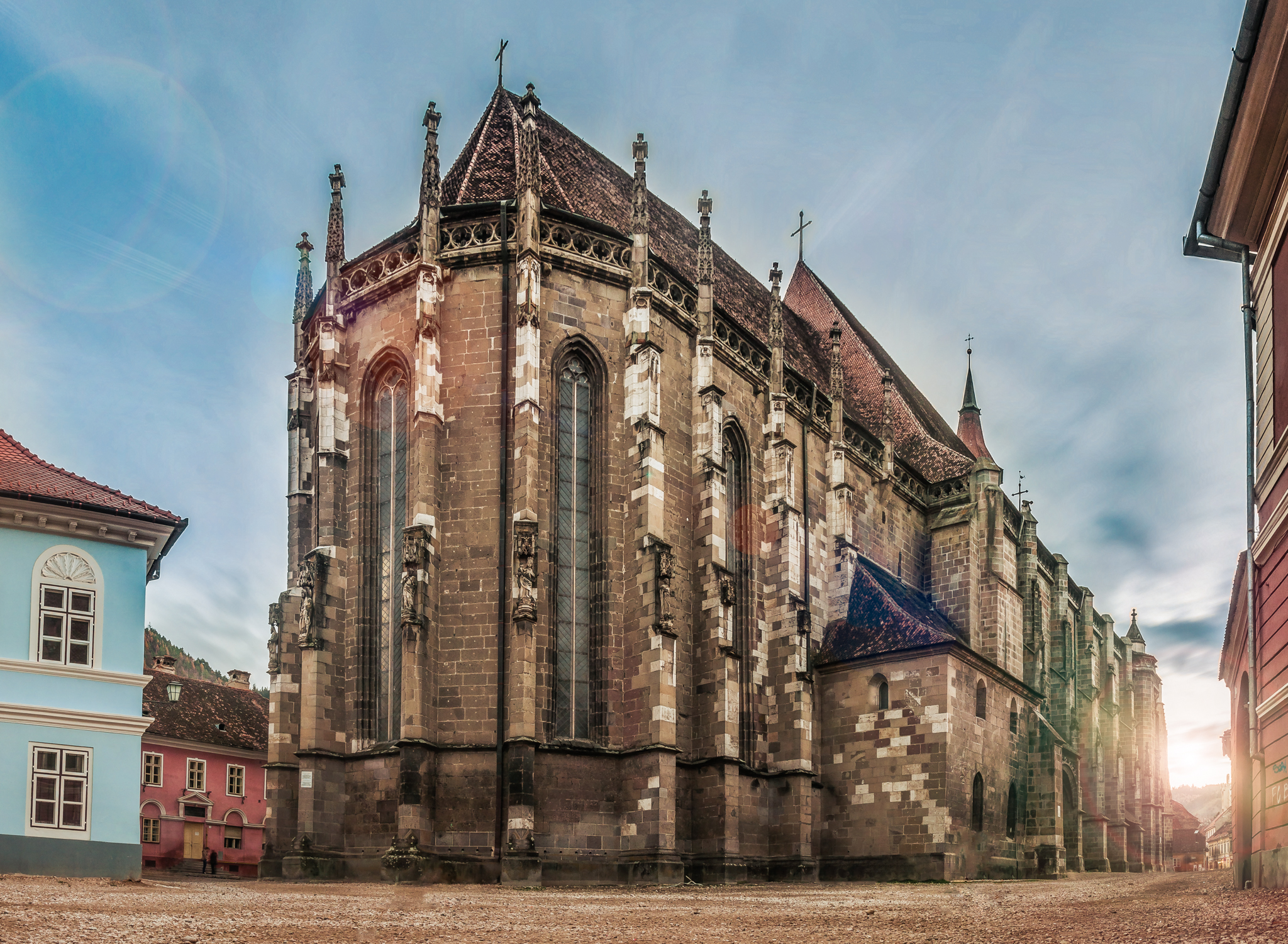
黒教会（2014年）

この地にはもともと聖母マリア教会として知られるカトリック教会が存在し、現在の教会はこれに置き換わるかたちで建設された。建設工事は14世紀後半に始まった。詳細な日付は不明であるが、研究により、1383年から1385年の間に工事が開始されたとされる。建設にはブルガリア人労働者が雇われ、シュケイィ・ブラショヴルイにブルガリア人居住区が設けられた。伝承では、当時ブラショヴで支配的な地位にあったドイツ人の子供が、ブルガリア人労働者の邪魔をしたり、壁が傾いていると文句をつけたりし、これに怒ったブルガリア人は子供を教会の塔から突き落とし、その遺体を教会に隠して隠蔽を図ったという。
創設当初はトマスという名の司祭が従事し、1410年に死去した彼はクワイヤにある墓に埋葬されている。教会のまわりには防衛施設の建設も同時期に行われ、これがブラショヴで3番目となる要塞となった。
ハンス・ステットハイマーが建設したドイツの大聖堂がモデルになっているとされ、祭壇は1本の柱を特徴とするが、中央構造全体を支えているかについては判明していない。身廊は、建設が何度か中断され、完成までに長期を要した。1423年、当時の教皇であったマルティヌス5世は、意欲向上のため建設に携わる人に向けて贖宥状を発行した。1474年、シクストゥス4世は、工事が依然として遅れていることを示す文書を残している。
内部の八角形の柱は、建設途中に少なくとも1回は再設計が行われているが、1444年頃に完成した。柱の1つには、教会建設の後援者である軍事指導者、フニャディ・ヤーノシュの紋章が装飾されている。最も大がかりな工事は1450年前後に行われ、北側の「金の門」や、隣の聖なる犠牲の祭壇など、多くのポータルが完成した。東側のポータルは、ハンガリー王のマーチャーシュ1世に委任され、1476年に完成した。聖具室は、1500年から1515年の間に拡張が行われている。
15世紀の間（1476年以降）に完成した教会は、後期ゴシック建築に属する。3つの身廊を供えたバシリカは、教会建設に携わった大半の建築家、石工たちの故郷であるドイツ（神聖ローマ帝国）で、15〜16世紀に好まれていた様式である。建物の構造は、セベシュの教会やクルジュ＝ナポカの聖ミカエル大聖堂、コシツェのドミニカン教会に類似している。この教会の設計は、地域のほかの宗教施設の参考にもされ、教会建設に携わった石工が、後にギンバヴの教会にも従事していた可能性が指摘されている。
カトリック教会に属していた黒教会は、ヨハネス・ホンテルスの活動した時代に、宗教改革に伴ってルーテル教会へと変わった。彼の銅像が、後にハロ・マグナッセンによって制作されている。大トルコ戦争中の1689年4月21日には、ハプスブルク帝国の侵攻に伴う大火により、教会の一部が被害に遭った。内部構造の大部分は18世紀に改築されたため、もとの設計は失われている。
1689年の大火後、巨大なヴォールトは地元の技術では補修することができなかったため、グダニスクから石工が呼び寄せられ、バロック様式にて修復がなされた。

## 特徴

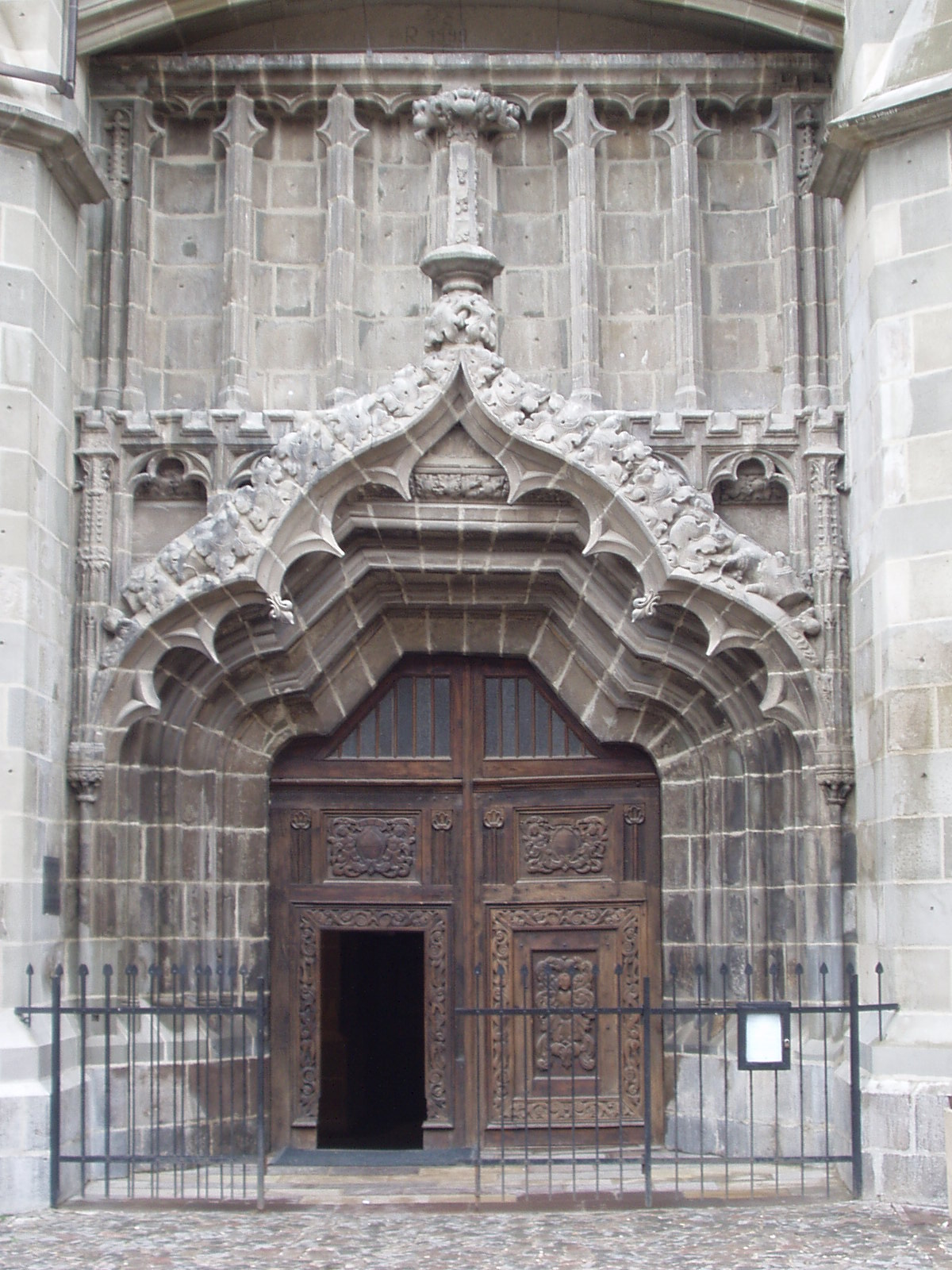
黒教会の入り口

黒教会は、長さ89m、幅38mで、床から最高点の鐘楼までは65mある。鐘は重さが6トンあり、ルーマニア最大である。1839年には、カール・アウグスト・ブッフホルツ（1796 - 1884年）によって、4,000本のパイプを持つオルガンが制作され、毎週コンサートが行われていた。また、15世紀から17世紀にかけて、ドイツ人商人からトランシルヴァニア絨毯が寄付され、宗教改革後にはその一部が壁や床を飾るために使われている。
外壁の多くは砕けやすい砂でつくられていたため、彫刻や石積みなどは、時間経過とともに劣化した。古い彫刻やアーチ、シンプルな石造りの模様などは、数多くのポータルとともに残存するが、価値が高いのは18世紀に模倣してつくられたゴシックである。
最も古い彫刻は、ほとんどが劣化してしまっているものの、クワイヤにある洗礼者ヨハネの胸像で、ヨハン・パルレーやペトル・パルレーの作品にみられるボヘミアのゴシック芸術を反映したものとなっている。外側の彫刻は、黒教会の創設者であるトマスや、トランシルヴァニアのカトリックにおける守護聖人、聖ニコラオスであるとされており、より華々しいゴシック様式が用いられている。古い様式の作品としてはほかに、キリストの降誕、救世主、大天使、福音書記者と考えられている聖人（1430年から1450年の間に完成したとされる）の描写がある。一方、1450年以降に制作され、ルネサンスの影響がみられる作品としては、エルサレムの第二神殿にいるキリストなど、様々な人物を描いたバスレリーフがある。聖母マリアとキリストの像の下には、ブラショヴの市章があり、街の守護者として旧市庁舎の方を向いて立っている。
南東のポータルの近くには、1477年頃に完成したとされている、部分的に失われた壁画があり、マーチャーシュ1世とその妻ベアトリーチェの紋章が残っている。この絵には、聖カタリナや聖バルバラの描写とともに、降誕の様子が描かれている。後期ゴシックである内部の受胎告知の壁画とは対照的に、外側の壁画はルネサンスの影響を強く受けている。また、ゴシック様式の鋳鉄製聖櫃や、1472年にヨハネス・リューデルという商人が寄付によって完成した洗礼盤、2つの聖爵（1504年頃）、15世紀後半から16世紀中頃にかけてつくられて錦織のカズラ数点も所蔵している。
教会はブラショヴの重要なシンボルとなっており、観光客向けに博物館も設置してある。ルーテル教会は毎週日曜日に、市内のドイツ人コミュニティのために礼拝を行っている。

内部の設計
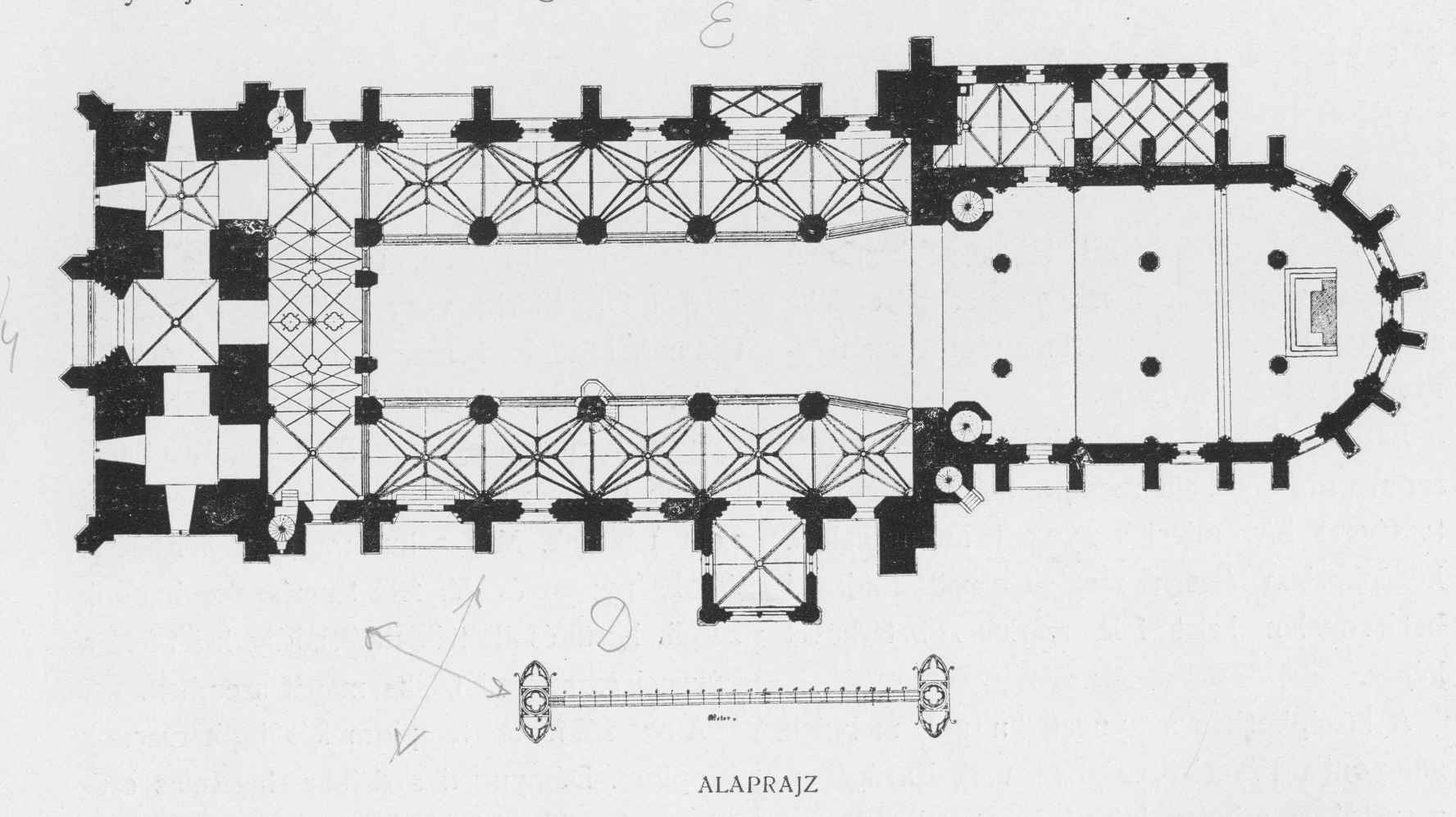

## ギャラリー

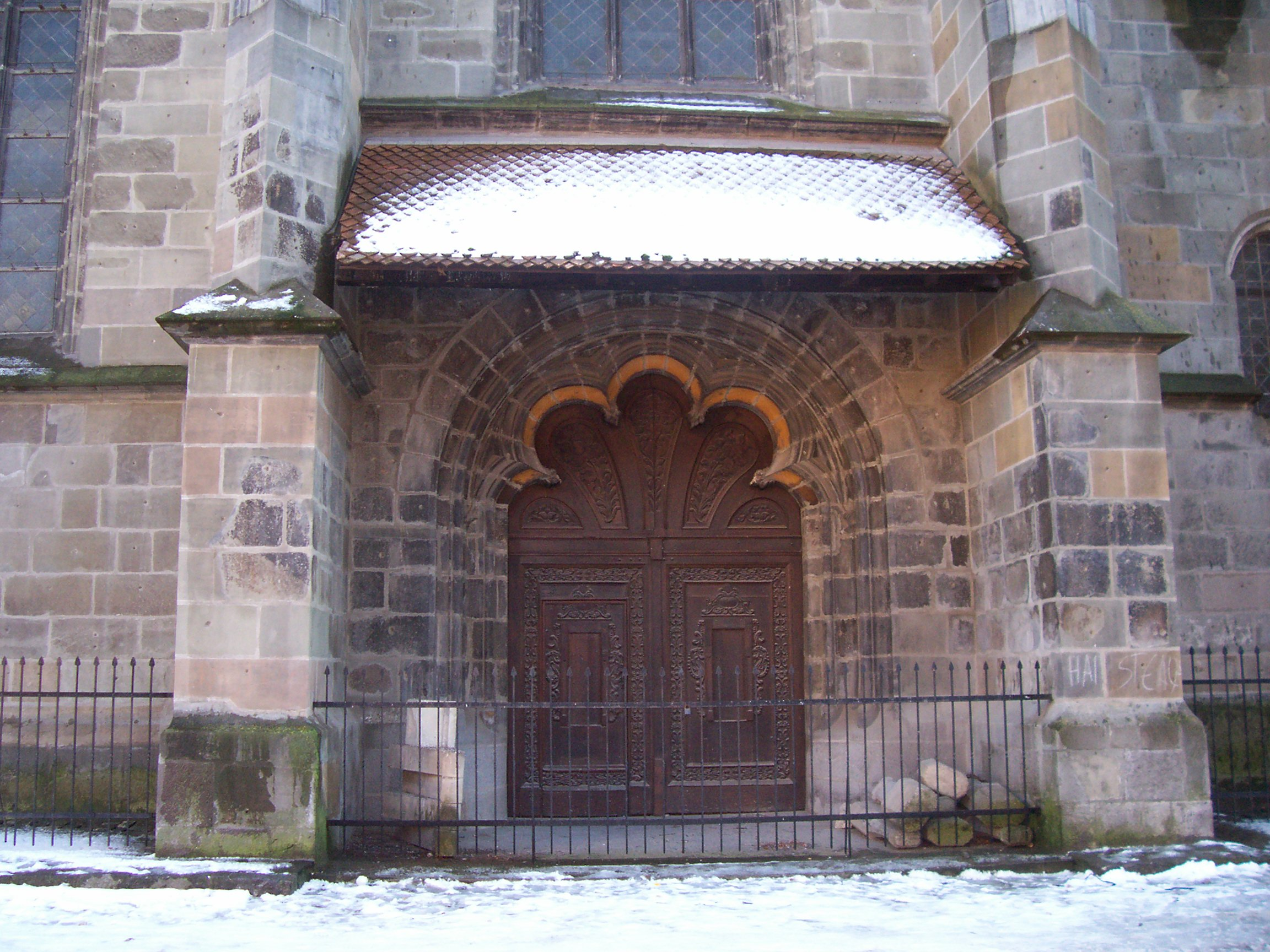
金の門
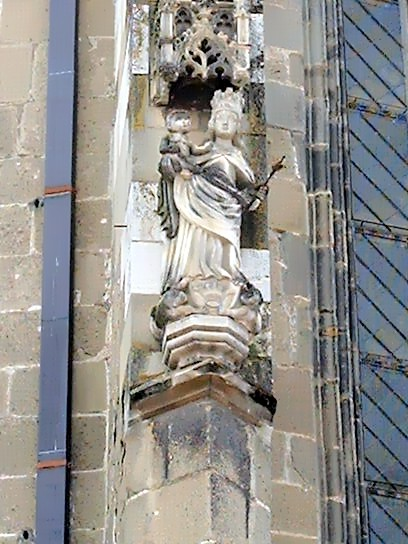
聖母マリアとキリスト
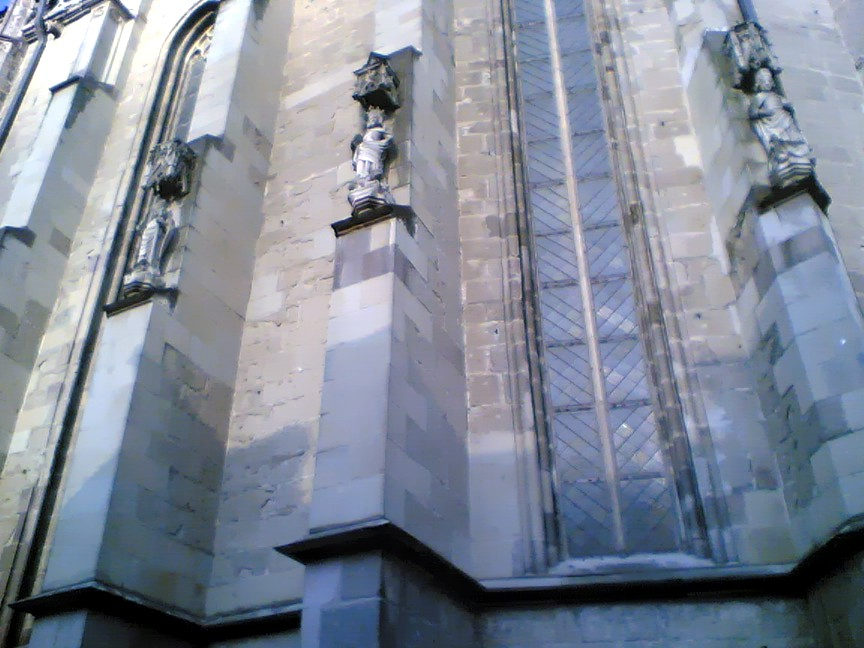
外部の彫刻
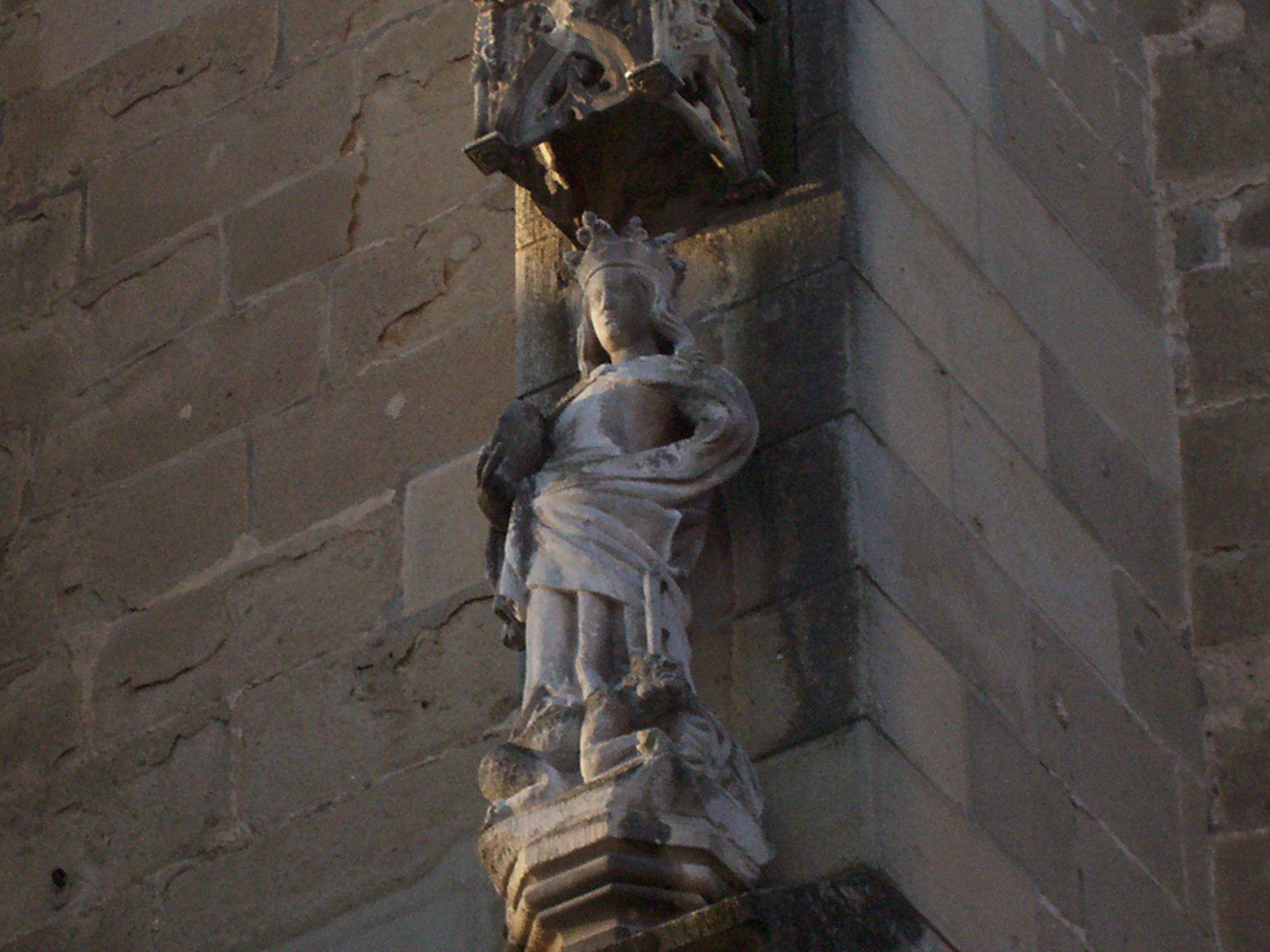
外部の彫刻
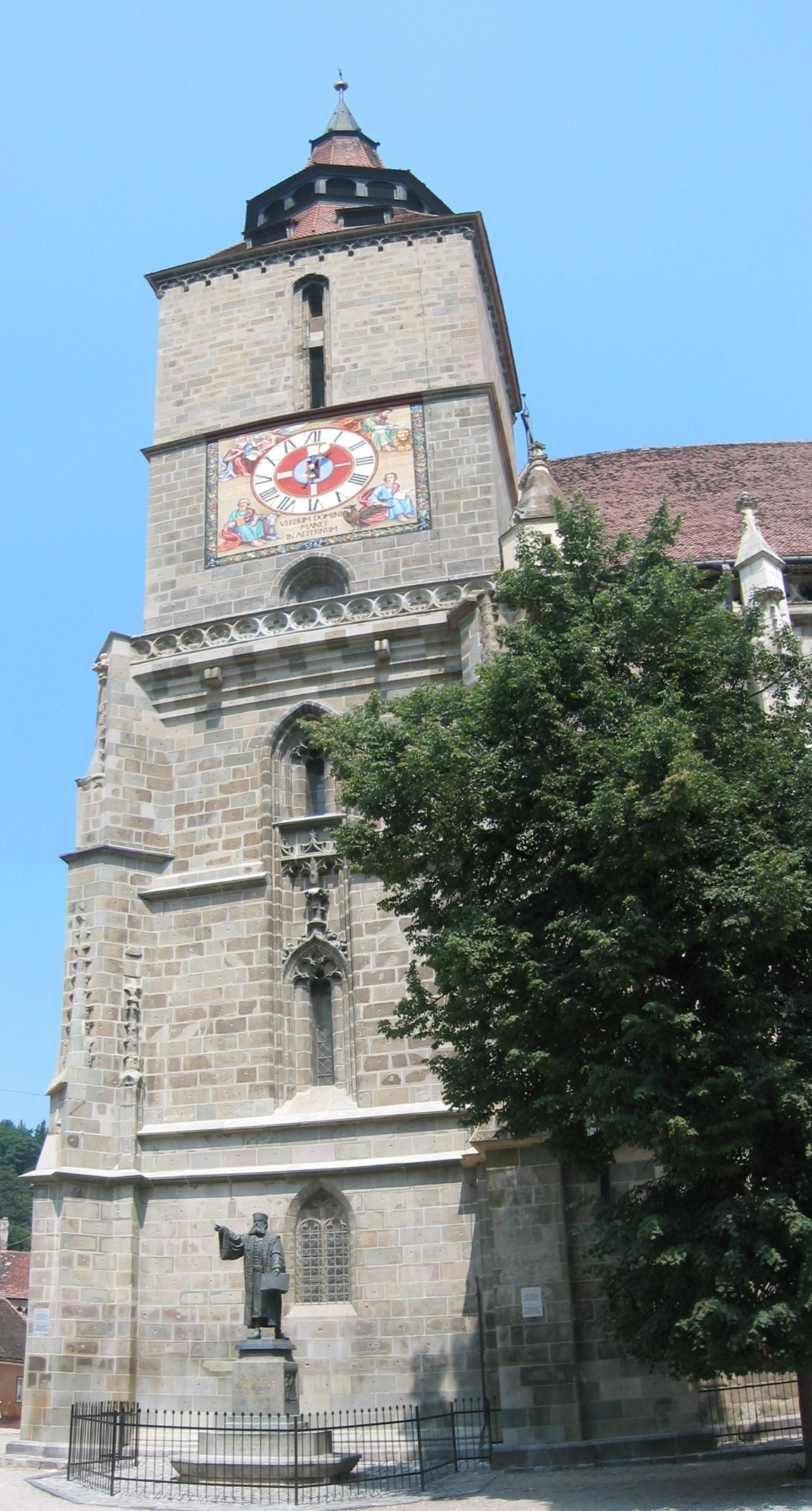
横からの様子。ヨハネス・ホンテルスの銅像が建っている
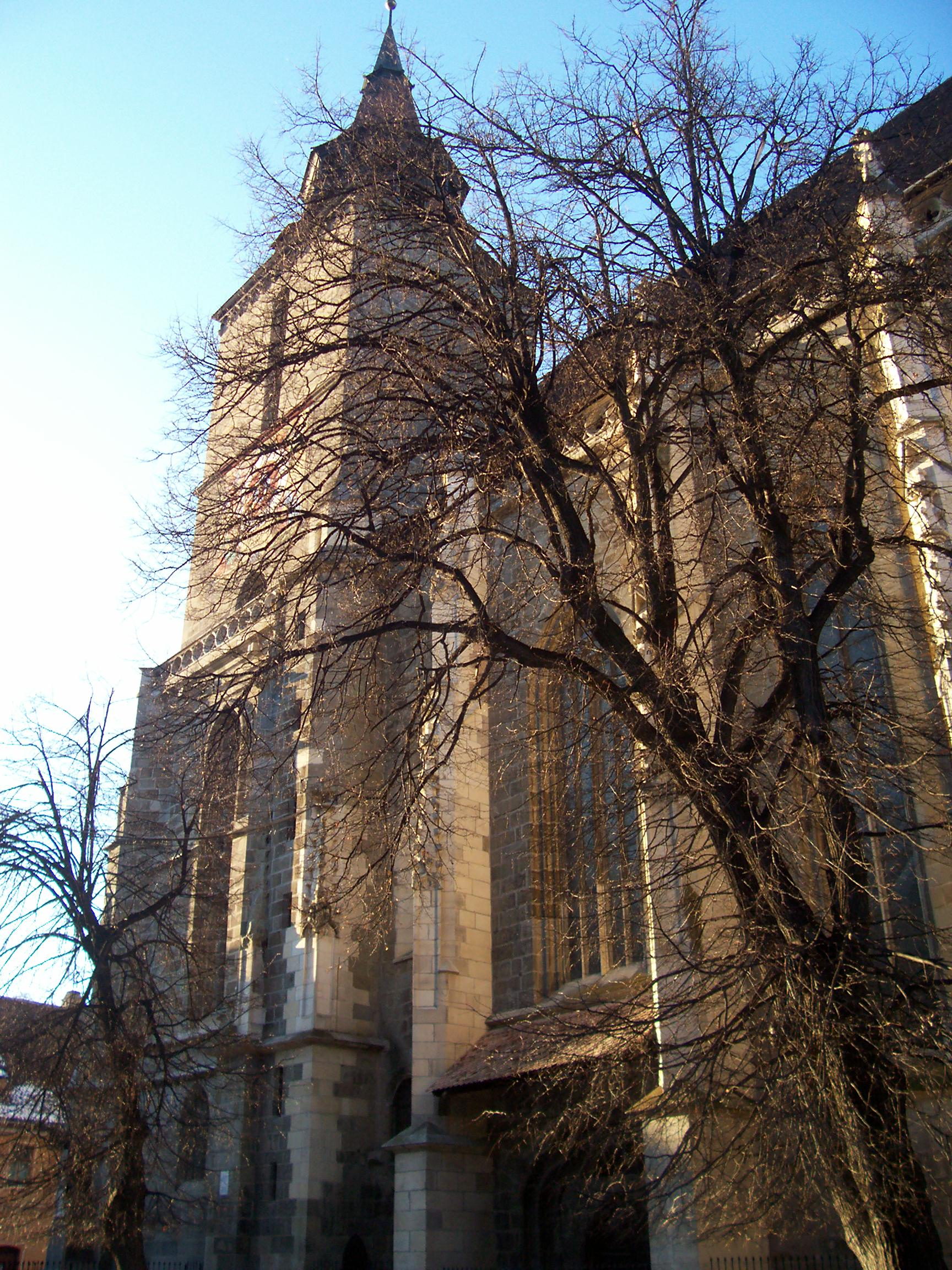
横からの様子
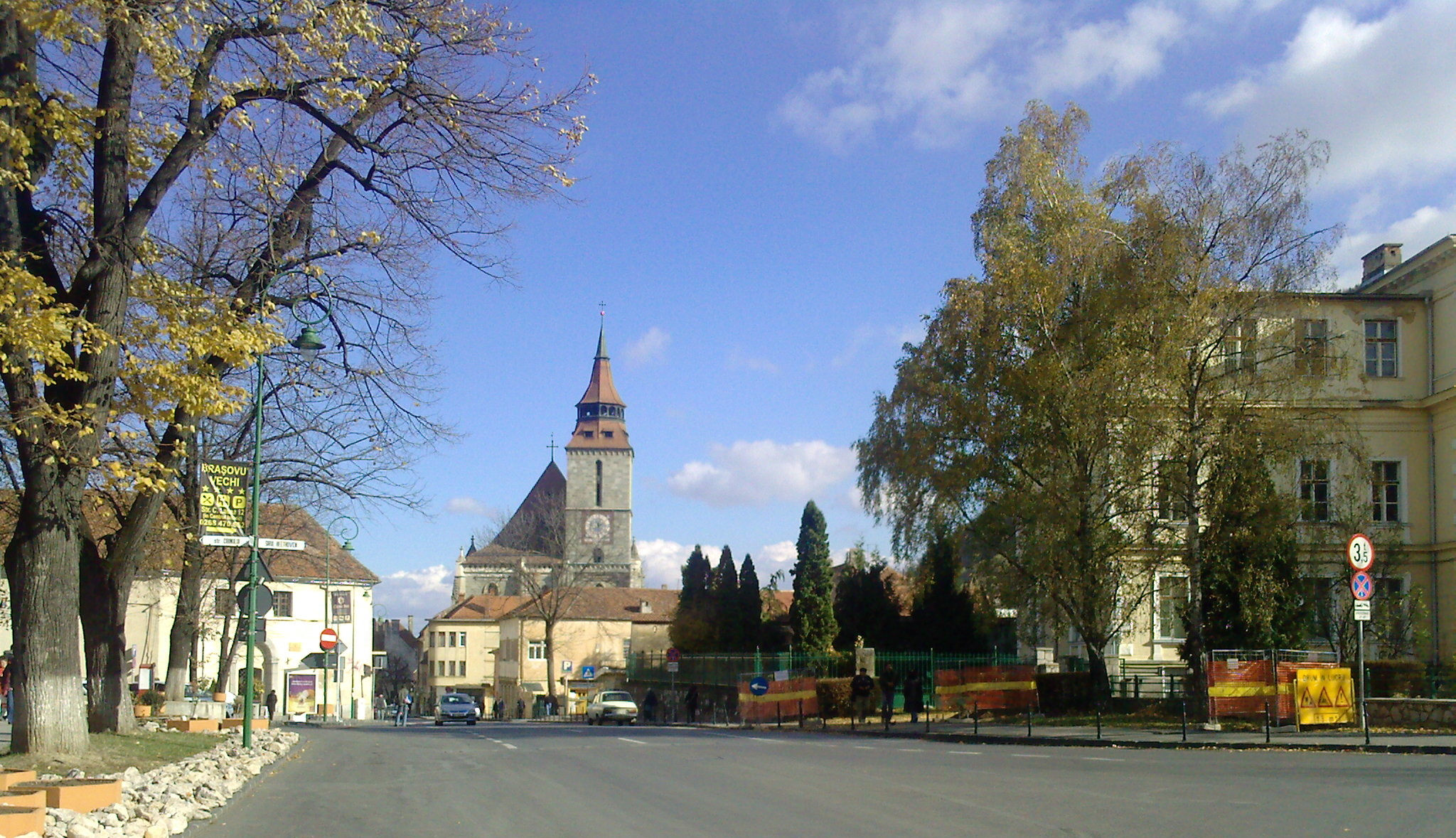
後ろに黒教会のあるブラショヴの町並み
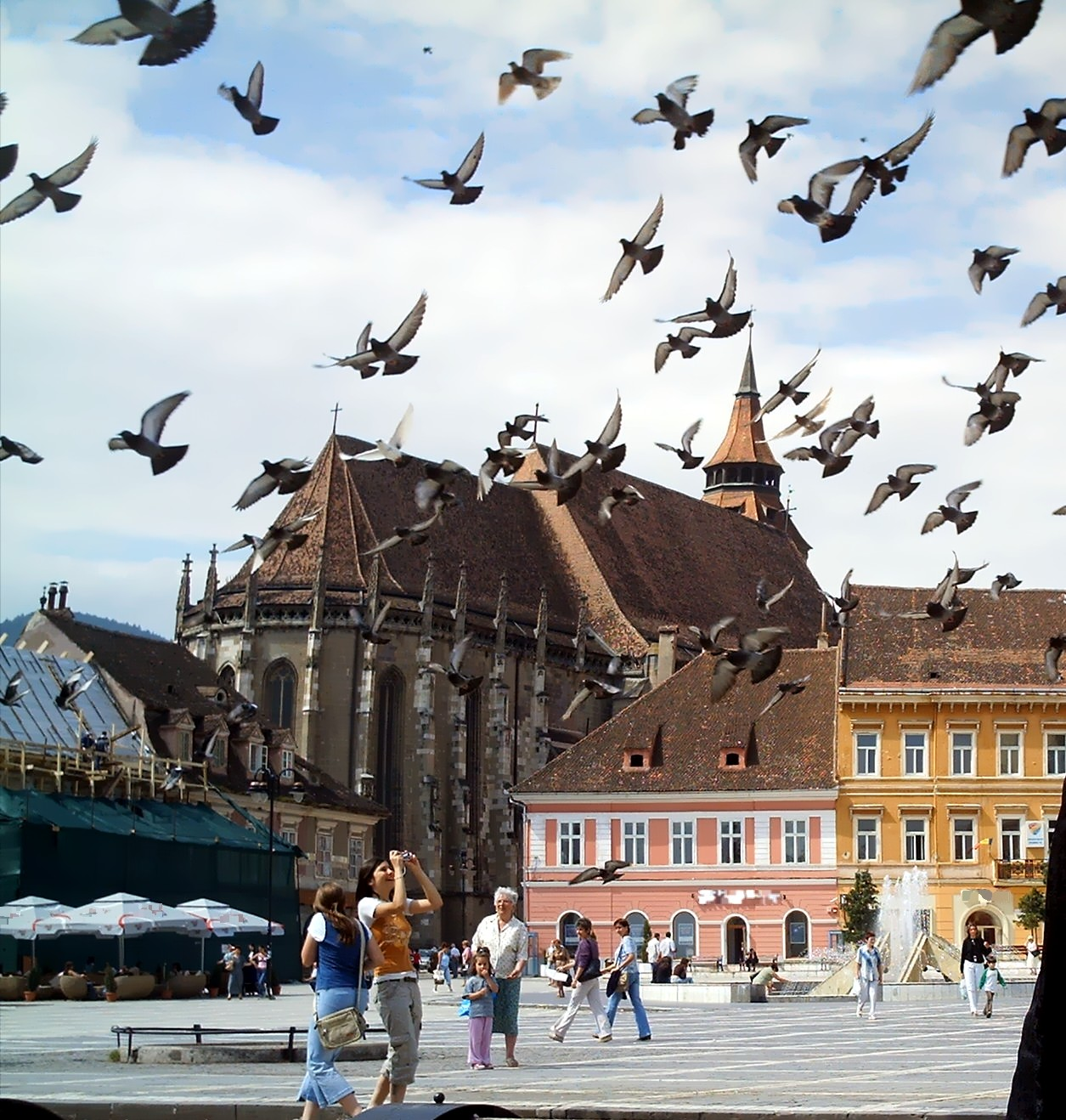
スファトゥルイ広場から見た教会
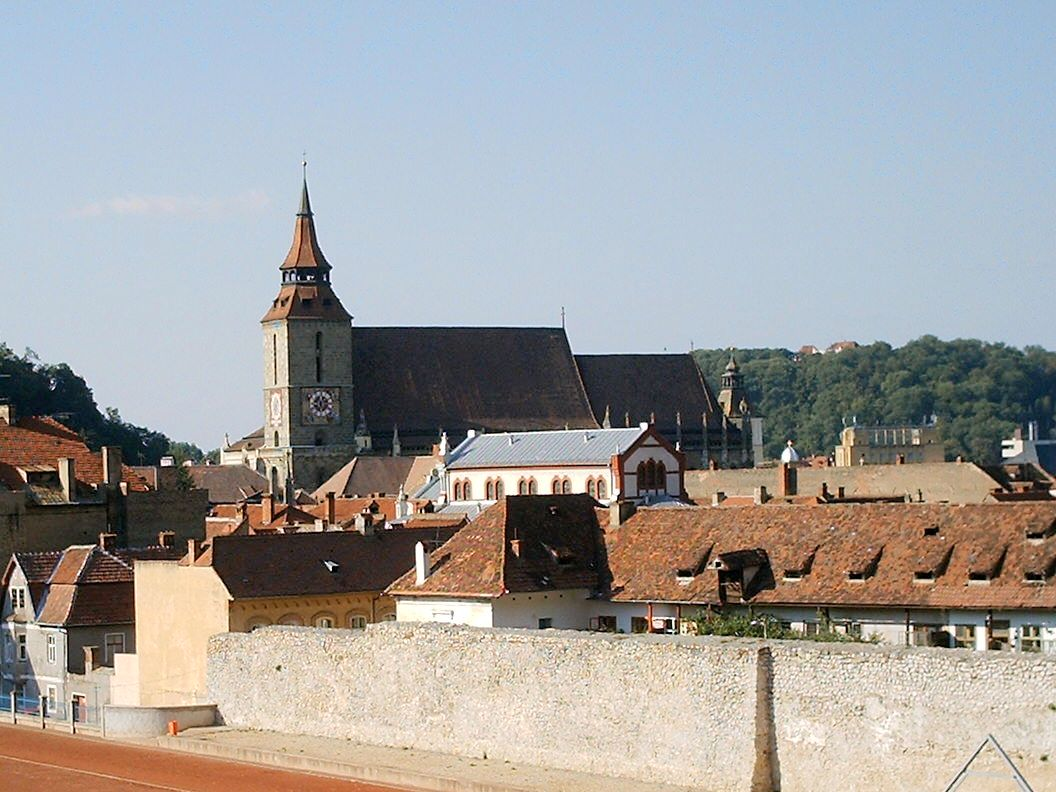
教会と周辺